# Synstrophius blanci
Synstrophius blanci is een spinnensoort in de taxonomische indeling van de krabspinnen (Thomisidae).
Het dier behoort tot het geslacht Synstrophius. De wetenschappelijke naam van de soort werd voor het eerst geldig gepubliceerd in 1917 door Cândido Firmino de Mello-Leitão.